# لژیون ارمنی
لژیون ارمنی (به آلمانی: Armenische Legion ; ارمنی: Հայկական լեգիոն Haykakan legion) یک واحد نظامی در ارتش آلمان در طول جنگ جهانی دوم بود. این لژیون در درجه اول متشکل از ارامنه شوروی بود که می‌خواستند برای ارمنستان مستقل و با فرماندهی ژنرال دراستامات کانایان با روس‌ها بجنگند.

## گردان ۸۱۲

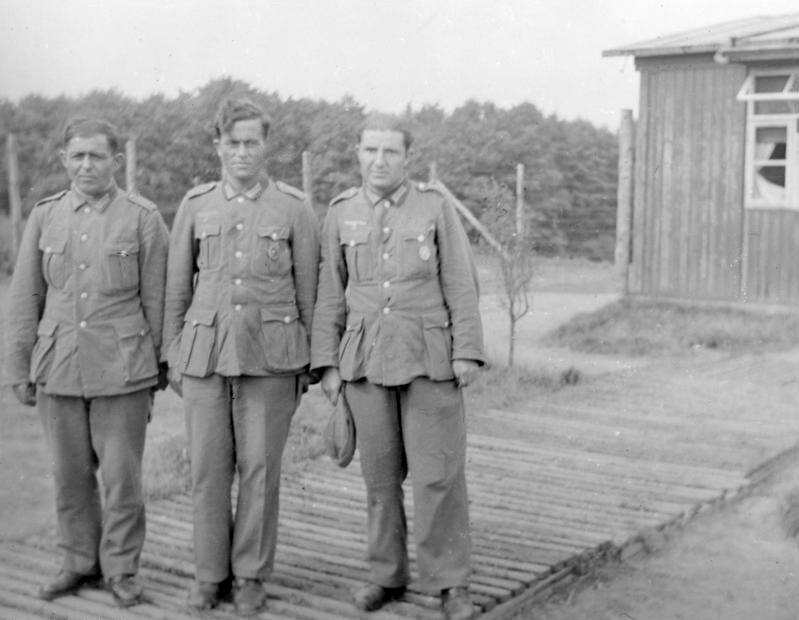
سربازان ارمنی.

جمهوری کوتاه‌مدت ارمنستان که در سال ۱۹۱۸ تأسیس شد، در سال ۱۹۲۰ توسط بلشویک‌های روسیه فتح شد و اندکی بعد در اتحاد جماهیر شوروی ادغام شد. این چیزی بود که اعضای حزب سیاسی فدراسیون انقلابی ارمنستان (دانشاک‌ها) هرگز با آن سازگار نبودند، زیرا بسیاری از آن‌ها پس از تسخیر شوروی توسط مقامات شوروی زندانی، کشته یا اخراج شدند.
تعدادی از داشناک‌ها در سال ۱۹۴۲، برای مبارزه با سیاست‌های ضدارمنی ترکیه، با برلین وارد مذاکره شدند و با اکراه توافق کردند که در تشکیل یک لژیون نظامی شرکت کنند. این اقدامی بود که به‌طور رسمی توسط ارگان‌های حزب دانشاک تکذیب شد.
بیشتر سربازان در لژیون گردان ۸۱۲ از صفوف ارتش سرخ آمده بودند، اسیران جنگی که جنگیدن برای ارتش آلمان را به جای مواجهه با شرایط وحشیانه اردوگاه‌های اسرای جنگی نازی ترجیح داده بودند، هر چند تعدادی جانبازان ارمنی که پس از جنگ جهانی اول به ایالات متحده فرار کرده بودند نیز برای پیوستن به اروپا بازگشتند. فرماندهی این واحد به ژنرال دراستامات کانایان وزیر دفاع پیشین ارمنستان داده شد. کانایان از امیدهای آزادسازی ارمنستان شوروی از کنترل مسکو در میان این اقلیت لشکر بود که داوطلب شد.
از طریق دوره خدمت فعال، گردان ۸۱۲ در اشغال شبه‌جزیره کریمه و قفقاز شمالی شرکت کرد. یکی از واحدهای متشکل از بخشی از لژیون ارمنستان، گردان چهارم گروهان ۹۱۸ گرنادیر، لشکر ۲۴۲ پیاده‌نظام، یکی از معدود واحدهای لژیون شرقی بود که پس از ۱۸ مارس ۱۹۴۴ نشان آلمان به آن‌ها اعطا شد. این گردان در دفاع ناموفق از تولون شرکت کرد.
در پایان جنگ، روحیه در بین افراد این واحد شروع به فروپاشی کرد. هانس هوترمن گزارش داد که در یک مورد یک گردان در هلند که لژیون در آن مستقر بود حتی قیام کرد. بسیاری از مردان تسلیم نیروهای متفقین غربی شدند. آن‌ها اگر توسط متفقین بازداشت نمی‌شدند به مقامات شوروی تحویل داده می‌شدند که طبق دستور ابلاغ شده توسط ژوزف استالین، به جرم تسلیم شدن در برابر نیروهای محور و «اجازه اسیر کردن خود» به اردوگاه‌های سیبری فرستاده شدند.

## دیدگاه نازی
علی‌رغم اینکه آلمان نازی ارمنی‌ها را به عنوان مردمی آریایی می‌شناخت، آدولف هیتلر شخصاً به آن‌ها اعتماد نداشت و در نتیجه گردان ارمنستان عمدتاً در هلند مستقر بود. هیتلر دربارهٔ واحدهای نظامی مردم شوروی گفت: «من در مورد این گرجی‌ها اطلاعی ندارم. آن‌ها به اقوام ترک تعلق ندارند… من فقط مسلمانان را قابل اعتماد می‌دانم… دیگران را غیرقابل اعتماد می‌دانم. در حال حاضر تشکیل این گردان‌ها از مردم کاملاً قفقازی را بسیار خطرناک می‌دانم، در حالی که هیچ خطری در ایجاد واحدهای کاملاً مسلمان نمی‌بینم… علی‌رغم تمام اعلامیه‌های روزنبرگ و ارتش، من به ارامنه نیز اعتماد ندارم.»
آلفرد روزنبرگ، وزیر سرزمین‌های اشغالی و نظریه‌پرداز نژادی اعلام کرد که ارمنی‌ها هنداروپایی یا آریایی هستند و بنابراین بلافاصله مشمول خدمت اجباری می‌شوند.